# Modificador
Un modificador es un conjunto de n (programación)|funciones]] de programación del lenguaje C que se aplican a las variables dentro de la estructura de un programa antes de que este sea mostrado.

## nada importante.
- Lenguaje C: Ámbito de funciones y variables, Richard A. Sequera.

- Datos: Q6020327